# هوية مسيحية
الهوية المسيحية هي عقيدة أيديولوجية - دينية وتطبيقها يشمل مجموعة متنوعة واسعة من المؤمنين من أتباع لاهوت تفوق العرق الأبيض. العقيدة هي حصرية للثقافة الغربية، وتركز على فكرة أوروبا المسيحية. ويفسّر أتباع الهوية المسيحية ان الأوروبيين البيض هم الأحفاد الحرفيين لإسرائيل من خلال القبائل الإثنا عشر وترى الهوية المسيحية أن الأوروبيين البيض هم شعب الله المختار خاصًة الأنجلو-ساكسون. في العصور الوسطى، كانت الهوية الجامعة والوطنية هي الهوية الدينية وليست العرقية، وارتبطت فكرة ومصطلح العالم المسيحي بأوروبا المسيحية الموحدة. تعتبر أيدولوجية الهوية المسيحية بالنسبة للكنائس المسيحية الكبرى هرطقة دينية.